# Plasa Răspopeni, județul Orhei
Plasa Răspopeni a fost o unitate administrativ-teritorială din județul Orhei, România. Plasa a fost organizată în rezultatul implementării legii de unificare administrativ-teritorială a României din anul 1925. Plasa era condusă de pretor, fiind numit de prefectul județului Orhei.
În anul 1929 a fost aprobată o reformă administrativ-teritorială prin care plasa Răspopeni a fost divizată între plășile Rezina și Ciocâlteni.

## Lista localităților
Plasa Răspopeni a fost alcătuită din 13 comune și 21 sate.
| Comună                | Localități                 | Amplasarea actuală   |
| --------------------- | -------------------------- | -------------------- |
| 1. Brânzenii-Vechi    |                            |                      |
| Brânzenii-Noui        | Brînzenii Vechi, Telenești |                      |
| Brânzeni-Vechi        | Brînzenii Noi, Telenești   |                      |
| 2 Fuzovca             | Fuzovca                    | Fuzăuca, Șoldănești  |
| 3. Ignăței            |                            |                      |
| Ignăței               | Ignăței, Rezina            |                      |
| Meșeni                | Meșeni, Rezina             |                      |
| 4. Îndărăpnici        | Îndărăpnici                | Nucăreni, Telenești  |
| 5. Olișcani           | Olișcani                   | Olișcani, Șoldănești |
| 6. Ordășei            | Ordășei                    | Ordășei, Telenești   |
| 7. Peciștea           | Peciștea                   | Peciște, Rezina      |
| 8. Pistruieni         |                            |                      |
| Pistruenii-Noui       | Pistruienii Noi, Telenești |                      |
| Pistruenii-Vechi      | Pistruieni, Telenești      |                      |
| 9. Răspopeni          |                            |                      |
| Chipeșca              | Chipeșca, Șoldănești       |                      |
| Răspopeni             | Răspopeni, Șoldănești      |                      |
| 10. Sămășcanii-de-Sus |                            |                      |
| Dealul-Nant           | inclus în satul Fuzăuca    |                      |
| Sămășcanii-de-Jos     | Sămășcani, Șoldănești      |                      |
| Sămășcanii-de-Sus     | Sămășcani, Șoldănești      |                      |
| 11. Scorțeni          | Scorțeni                   | Scorțeni, Telenești  |
| 12. Sârcova           | Sârcova                    | Sîrcova, Rezina      |
| 13. Târșițeii-Vechi   |                            |                      |
| Găuzeni               | Găuzeni, Șoldănești        |                      |
| Târșițeii-Noui        | Tîrșiței                   |                      |
| Târșițeii-Vechi       | Tîrșiței, Telenești        |                      |